# ريو (سلسلة أفلام)
ريو سلسلة  أفلام أمريكية ثلاثية الأبعاد، من فئة الرسوم المتحركة، مغامرة كوميدية موسيقية، أُنتِجت من طرف إستيديو بلو سكاي ومن توزيع تونتيث سينتشوري فوكس. تضمن سلسلة الأفلام فيلمين لحد الآن:
- ريو
- ريو 2

انتج فيلم ريو سنة 2011 وحقق ايرادات فاقت 480 مليون دولار ومدة عرض الفيلم ستة وتسعون دقيقة . في حين انتج ريو 2 سنة 2014  فاقت ايراداته ايرادات الجزء الأول إذ بلغت حاجز ال500 مليون دولار وتصل مدة عرض الفيلم إلى 101 دقيقة وهما من إخراج كارلوس سالدانها.

## البطولة
- جيسي آدم آيزينبيرغ
- آن هاثاواي
- ليزلي مان
- برونو مارس
- جيماين كليمان